# Arcadisme

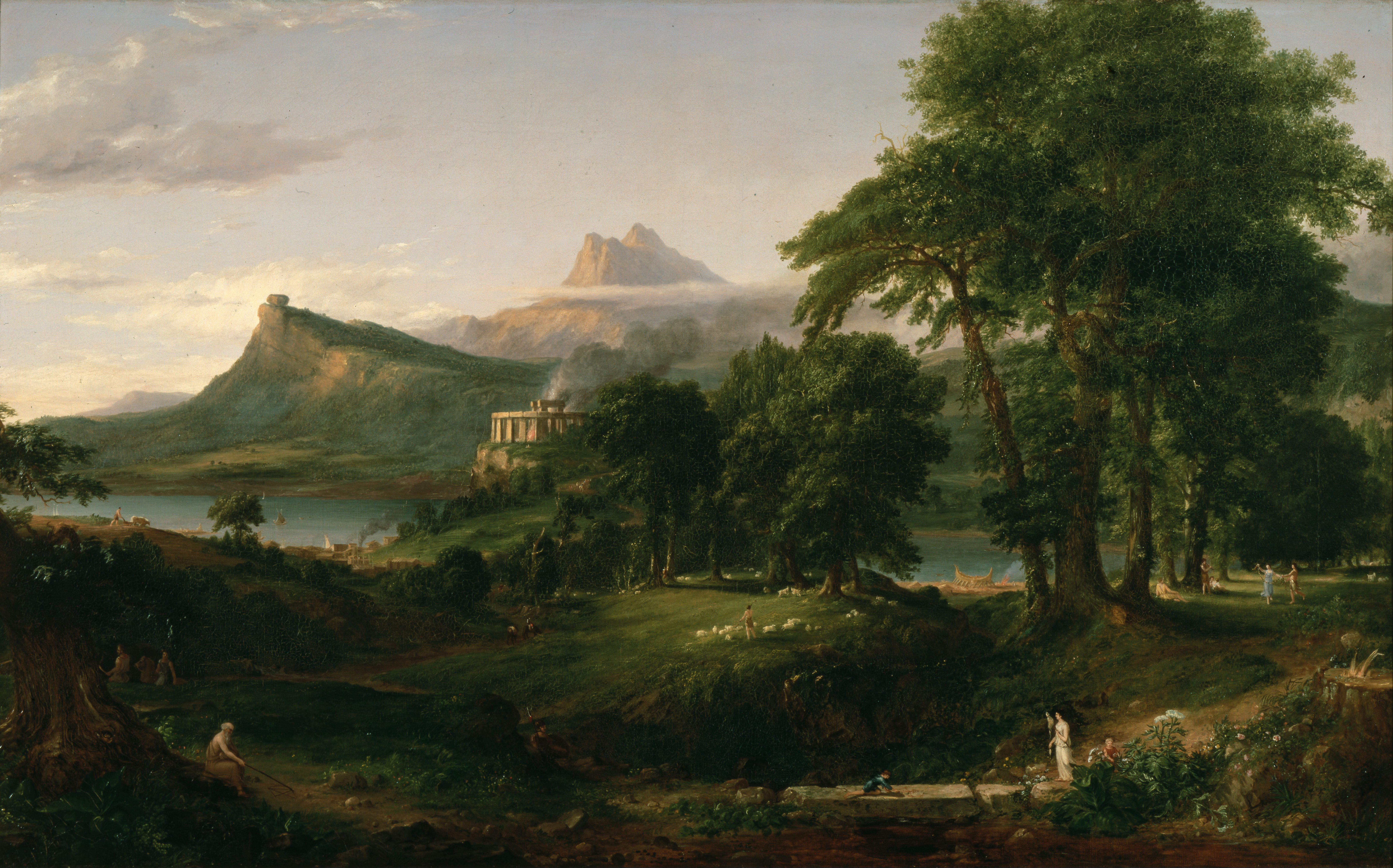
Representació de l'Arcàdia imaginària, de Thomas Cole (1836)

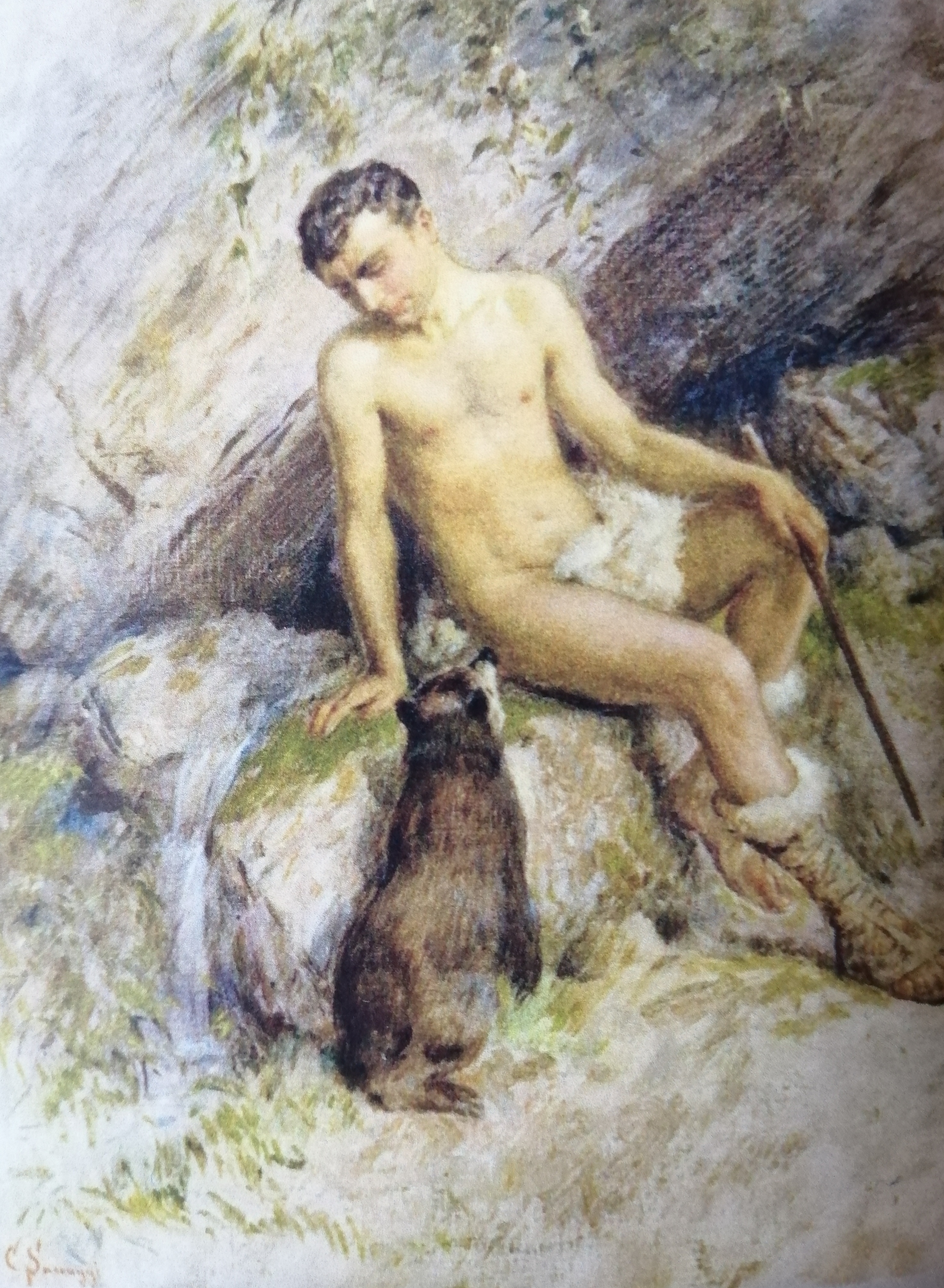
Pastore di Arcadia - Pastore em um ambiente bucólico, obra de estilo neoclássico do pintor Cesare Saccaggi de Tortona

L'arcadisme (del grec Ἀρκαδία, Arcàdia, província de l'antiga Grècia) és un tipus poesia pastoral que es caracteritza per tenir un esquema simple, que descriu la bellesa de la vida senzilla prop de la natura. El tema és part dels mites de l'antiga Grècia i era esmentat en els contes populars i en els discursos d'alguns savis com a exemple de vida plaent.
Arcàdia és un escenari mediterrani tòpic, una indret idíl·lic poblat de pastors feliços, creuat pel riu Alfeu. Hom hi viu en comunió amb la natura, com en el mite del "bon salvatge". En aquest sentit té gairebé les mateixes connotacions que el concepte d'utopia.
Arcàdia o l'arcadisme literari va inspirar diversos poetes i artistes, sobretot durant el Renaixement i el Romanticisme. Des de Teòcrit i Virgili a Jacopo Sannazaro, que va escriure un llarg poema amb aquest títol, Arcadia, el 1502, és llarga la tradició literària que va descriure la comunió amb la natura, la senzillesa i la pau.
El 1690, a Roma, un grup d'escriptors van fundar l'Accademia degli Arcadi per a combatre el "mal gust" literari de l'època identificat amb el marinisme.
A Catalunya el tema d'Arcàdia és molt important en la poesia de Mossèn Costa i Llobera i de Josep Carner, molt possiblement influïts pels francesos Albert Samain i Jean Moréas.
La pintura classicista de Puvis de Chavannes va recuperar el tema de l'Arcàdia al segle xix francès, que a Catalunya va ser recollit per Joaquim Torres Garcia, Joaquim Sunyer i de Miró i per molts noucentistes.